# Famille Terray
La famille Terray est une famille de la noblesse française, originaire du Forez.

## Histoire
Cette famille a été anoblie en 1720 par une charge de secrétaire du roi.
L'abbé Joseph Marie Terray (1715-1778) descendait d'un paysan aisé de Boën-sur-Lignon, dont la descendance s'était progressivement élevée : on y trouve un boucher, des marchands, un fermier des rentes d'un collège. Son oncle, François Terray de Rosières, premier médecin de la princesse Palatine, s'enrichit considérablement dans le système de Law et lui laissa un important héritage. Son père, Jean Antoine Terray, était directeur des gabelles de Lyon. Joseph Marie fut issu de son second mariage avec Marie Anne Damas, fille d'un officier qui se distingua à la bataille de Neerwinden qui lui apporta des lettres de noblesse.

## Personnalités
- Jean-Antoine Terray (1662–1727), secrétaire du roi, directeur des gabelles à Lyon, fermier général ;
- Pierre Terray (1713-1780), vicomte de Rosières, maitre des requêtes, procureur général à la Cour des Aides de Paris ;
- François Terray de Rozières, premier médecin de la duchesse d'Orléans et du Régent ;
- abbé Joseph Marie Terray (1715-1778), contrôleur général des finances de Louis XV, secrétaire d'État de la Marine, Greffier de l'ordre du Saint-Esprit, directeur général des Bâtiments du roi ;
- Antoine Terray (1750-1794), intendant de Montauban, de Moulins, puis de Lyon ;
- Hippolyte Terray de Rozières (1774-1849), préfet de la Côte-d'Or, puis de Loir-et-Cher sous la Restauration. Il épousa Claire de Morel-Vindé, fille de Charles-Gilbert de Morel-Vindé, pair de France ;
- Charles Louis Terray de Morel-Vindé (1802-1866), conseiller à la Cour royale de Paris, autorisé en 1819 de relever le titre de vicomte et la pairie de son grand-père Charles-Gilbert Morel de Vindé ;
- Jean Terray (1906-1980), secrétaire général au Travail et à la Main-d'œuvre (Gouvernements Laval et Darlan), administrateur de sociétés ;
- Antoinette Terray (1907-2001), devenue Antoinette Reille par son mariage avec Ludovic Reille, résistante, responsable de la section féminine des agents de liaison du 27e BCA, présidente du mouvement des Guides de France de 1954 à 1969.

## Portraits

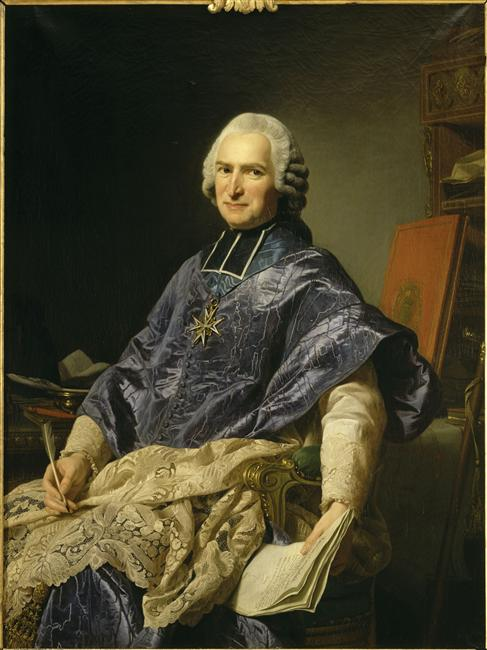
Abbé Joseph Marie Terray
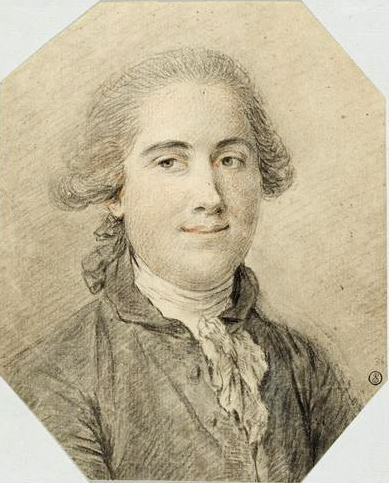
Antoine Terray